# Villa Castelli
Villa Castelli ist eine italienische Gemeinde mit 8973 Einwohnern (Stand 31. Dezember 2023) in der Provinz Brindisi, Region Apulien.
Die Nachbarorte von Villa Castelli sind Ceglie Messapica, Francavilla Fontana, Grottaglie (TA), Martina Franca (TA) und Tarent (TA).

## Demografie
Villa Castelli zählt 2830 Privathaushalte. Zwischen 1991 und 2001 stieg die Einwohnerzahl von 8263 auf 8635. Dies entspricht einer prozentualen Zunahme von 4,5 %.

## Verkehr
Der Bahnhof Villa Castelli liegt einige Kilometer südlich des Ortes an der Bahnstrecke Taranto–Brindisi.